# Joseph Anglade

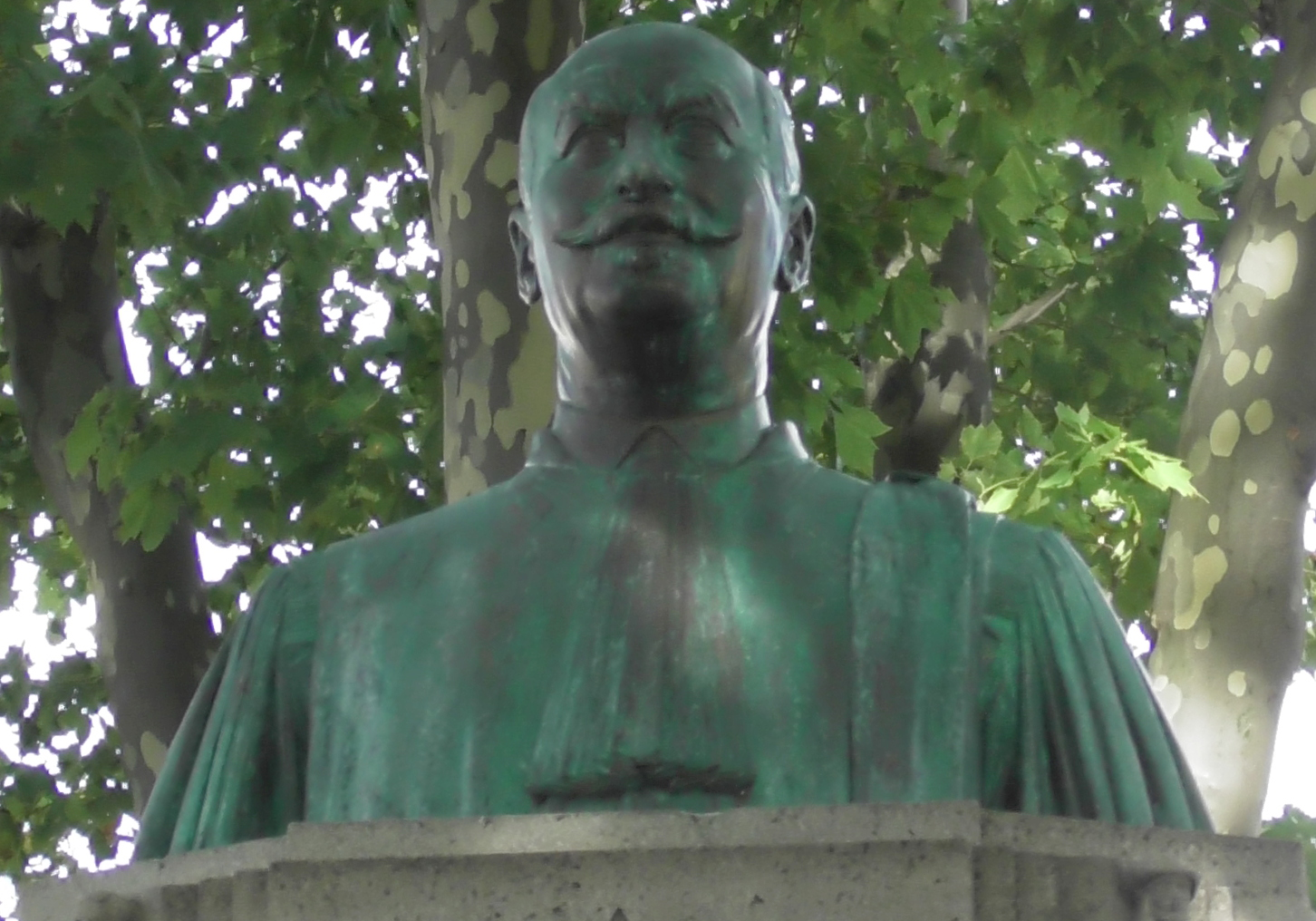
Büste von Joseph Anglade in Lézignan-Corbières (2019)

Joseph Anglade (* 11. Oktober 1868 in Lézignan-Corbières; † 13. Juli 1930 in Toulouse) war ein französischer Romanist, Provenzalist und Mediävist.

## Leben und Werk
Anglade studierte in Montpellier bei Camille Chabaneau, ferner in Bonn und bei Emil Levy in Freiburg im Breisgau. Er machte 1896 die Agrégation und war Gymnasiallehrer in Béziers, Tulle, La Roche-sur-Yon, Montpellier und Bordeaux. Er habilitierte sich an der Sorbonne mit den beides Thèses Le troubadour Guiraut Riquier. Etude sur la décadence de l'ancienne poésie provençale (Bordeaux 1905, Genf 1973) und De latinitate libelli qui inscriptus est « Peregrinatio ad loca sancta » (Paris 1905) und wurde Maître de conférences in Nancy. Von 1910 bis 1930 war er in Toulouse (als Nachfolger von Alfred Jeanroy) Inhaber des Lehrstuhls für südliche Sprachen und Literaturen (Nachfolger: Henri Gavel). Er gründete dort 1914 das Institut d’Etudes méridionales, aus dem u. a. Pierre Fouché, Louis Alibert und Joseph Salvat hervorgingen.

## Weitere Werke
- Les Troubadours, leur vie, leur œuvre, Brive 1898, Nîmes 2003
- Les Troubadours, leurs vies, leurs œuvres, leur influence, Paris 1908, 1919, 1929, Genf 1973
- (Hrsg. und Übersetzer) La Bataille de Muret, Toulouse 1913, 2001
- (Hrsg.) Les poésies de Peire Vidal, Paris 1913, 1923
- (Hrsg.) Camille Chabaneau, Onomastique des troubadours, Montpellier 1916
- Grammaire élémentaire de l'ancien français, Paris 1918, 9. Auflage 1952, 1965, 1987
- (Hrsg.) Las leys d'amors. Manuscrit de l'Académie des jeux floraux, 4 Bde., Toulouse 1919-1920, New York 1971
- Poésies du Troubadour Peire Raimon de Toulouse, Toulouse 1920
- Grammaire de l'ancien provençal ou ancienne langue d'oc. Phonétique et morphologie, Paris 1921, 1977
- Histoire sommaire de la littérature méridionale au Moyen-Âge, Paris 1921
- Le roman de Flamenca. Analyse et traduction partielle, Paris 1926
- (Hrsg.) Anthologie des troubadours, Paris 1927
- Les Troubadours de Toulouse, Paris 1928
- Les Troubadours et les Bretons, Montpellier 1929